# SAVED./Be mine!
「SAVED./Be mine!」（セイヴド/ビーマイン）は、坂本真綾の23枚目のシングル。2014年2月5日にFlyingDogから発売された。

## 楽曲
「SAVED.」は、テレビアニメ『いなり、こんこん、恋いろは。』のエンディングテーマに使用された。同作品が恋愛を扱った作品のため、楽曲自体も片想いをテーマとしたハッピーな楽曲に仕上がっている。タイトルおよび歌詞は過去形になっているが、坂本によればこれは「過ぎ去った恋への感謝」を歌っているためであるという。
「Be mine!」は、テレビアニメ『世界征服〜謀略のズヴィズダー〜』のオープニングテーマに使用された。監督からは事前に「ヘンテコな曲」、「エッジの立った曲」など20個の箇条書きのメモを基に脚本を読んだ上で応援歌的なイメージで作詞したという。ちなみに2回目のサビ終了後には観衆の応援のようなものが聞こえてくるが、これはデモの時に聴いた効果音を坂本自身が気に入ったことによる。the band apartに作曲を依頼したのはリリース前年の「ROCK IN JAPAN FESTIVAL」に坂本が出演した際、以前から坂本のファンであるベースの原昌和がTwitterで観られなかったことへの嘆きを綴っていたことを周囲から坂本が聞いたことによる。楽曲提供依頼の電話連絡があった原は、電話を切ったあと天を仰いだという。

## シングルリリース
2014年2月5日にFlying Dogから発売された。坂本のシングルとしては前作「はじまりの海」から約半年ぶりのリリースとなる。
いなり盤「SAVED.／Be mine!」の初回限定盤（VTZL-71）と通常盤（VTCL-35171）、および世界征服盤「Be mine!／SAVED.」の初回限定盤（VTZL-72）と通常盤（VTCL-35172）の4種類がリリースされた。
カップリング曲「声」は、オンラインゲーム『モンスターハンター フロンティアG』の主題歌である「セクレアール」のアレンジ版。原曲は「時代や場所を特定したくない」との思惑から独自の言語で歌っているが、当曲は惑星の声をイメージした日本語に書き直したという。
初回限定盤には2013年に開催された「坂本真綾 LIVE TOUR 2013 Roots of SSW」の音源から前作「はじまりの海」に収録された「メドレー"Roots of SSW"」に引き続き6曲収録したCDが同梱されている。このライブの音源を前出のものも含めすべて収録したアルバム「LIVE 2013 "Roots of SSW"」が配信限定でこのシングルと同日に配信が開始された。
累計出荷枚数は2.5万枚。

## シングル収録内容

### CDシングル
| #         | タイトル                    | 作詞      | 作曲           | 編曲                                                                                   | 時間  |
| --------- | --------------------------- | --------- | -------------- | -------------------------------------------------------------------------------------- | ----- |
| 1.        | 「SAVED.」                  | 鈴木祥子  | 鈴木祥子       | 山本隆二                                                                               | 5:18  |
| 2.        | 「Be mine!」                | 坂本真綾  | the band apart | the band apart、 江口亮（編曲・ストリングスアレンジ）、 石塚徹（ストリングスアレンジ） | 4:01  |
| 3.        | 「声」                      | 坂本真綾  | solaya         | solaya                                                                                 | 4:41  |
| 4.        | 「SAVED. -Instrumental-」   |           |                |                                                                                        | 5:18  |
| 5.        | 「Be mine! -Instrumental-」 |           |                |                                                                                        | 4:01  |
| 6.        | 「声 -Instrumental-」       |           |                |                                                                                        | 4:37  |
| 合計時間: | 合計時間:                   | 合計時間: | 合計時間:      | 合計時間:                                                                              | 27:57 |

| #         | タイトル                    | 作詞      | 作曲           | 編曲                                                                                 | 時間  |
| --------- | --------------------------- | --------- | -------------- | ------------------------------------------------------------------------------------ | ----- |
| 1.        | 「Be mine!」                | 坂本真綾  | the band apart | the band apart、江口亮（編曲・ストリングスアレンジ）、石塚徹（ストリングスアレンジ） | 4:01  |
| 2.        | 「SAVED.」                  | 鈴木祥子  | 鈴木祥子       | 山本隆二                                                                             | 5:19  |
| 3.        | 「声」                      | 坂本真綾  | solaya         | solaya                                                                               | 4:41  |
| 4.        | 「Be mine! -Instrumental-」 |           |                |                                                                                      | 4:00  |
| 5.        | 「SAVED. -Instrumental-」   |           |                |                                                                                      | 5:19  |
| 6.        | 「声 -Instrumental-」       |           |                |                                                                                      | 4:37  |
| 合計時間: | 合計時間:                   | 合計時間: | 合計時間:      | 合計時間:                                                                            | 27:59 |

### 初回限定盤 特典CD
| #  | タイトル                              | 作詞     | 作曲       | ライブアレンジ | 時間 |
| -- | ------------------------------------- | -------- | ---------- | -------------- | ---- |
| 1. | 「遠く」                              | 坂本真綾 | 坂本真綾   | 河野伸         | 5:27 |
| 2. | 「グレープフルーツ」                  | 岩里祐穂 | 菅野よう子 | 河野伸         | 4:52 |
| 3. | 「cloud 9」                           | 岩里祐穂 | 菅野よう子 | 河野伸         | 5:13 |
| 4. | 「park amsterdam（the whole story）」 | troy     | 菅野よう子 | 河野伸         | 4:22 |
| 5. | 「スクラップ〜別れの詩」              | 岩里祐穂 | 菅野よう子 | 河野伸         | 5:03 |
| 6. | 「シンガーソングライター」            | 坂本真綾 | 坂本真綾   | 河野伸         | 6:44 |

## チャート
| チャート（2014年）                         | 最高位 |
| ------------------------------------------ | ------ |
| オリコン                                   | 7      |
| Billboard JAPAN Hot Singles Sales          | 5      |
| サウンドスキャンジャパン                   | 13     |
| SAVED.                                     |        |
| Billboard JAPAN Hot 100                    | 18     |
| Billboard JAPAN Hot Animation              | 3      |
| Billboard JAPAN Hot 100 Airplay            | 81     |
| Billboard JAPAN Adult Contemporary Airplay | 28     |
| Be mine!                                   |        |
| Billboard JAPAN Hot 100                    | 22     |
| Billboard JAPAN Hot Animation              | 5      |
| Billboard JAPAN Adult Contemporary Airplay | 61     |